# Emil Schulz-Sorau
Emil Schulz-Sorau (* 8. Juni 1901 in Reinswalde bei Sorau, Niederlausitz; † 3. November 1989 in Bad Salzuflen) war ein überregional bekannter Kunstmaler und Grafiker.

## Leben
Emil Schulz-Sorau wurde am 8. Juni 1901 in Reinswalde in der Nähe von Sorau in der Niederlausitz geboren. Sein Vater erkannte schon frühzeitig das Talent des Sohnes und förderte ihn nach Kräften. Nach dem Besuch der Volksschule wechselte er zur Mittelschule, die er nach der 10. Klasse verließ, um an der Hochschule für Textilkunst in Sorau zu studieren. Daran anschließend ließ er sich als Volksschullehrer ausbilden. Nach dem ersten Staatsexamen fand er zunächst als Lehrer keine Anstellung. Im Alter von 20 Jahren änderte er seinen Namen durch Hinzufügen von Sorau als den Ort seiner Herkunft. Als angehender Künstler wollte er sich vermutlich von den zahlreichen Trägern gleichen oder ähnlichen Namens unterscheiden.
Von 1921 bis 1925 studierte er an der Breslauer Kunstakademie als Schüler von Otto Mueller und Oskar Moll. Nach Beendigung des Studiums wurde er als Volksschullehrer in Steinseiffen im Riesengebirge angestellt. In seiner Freizeit betätigte er sich als freischaffender Künstler. Darüber hinaus betraute ihn die Regierung Niederschlesiens mit der Aufgabe, die Schulen mit Werken einheimischer Kunstmaler auszustatten. Ausstellungen seiner eigenen Bilder und gedruckte Reproduktionen in Fachzeitungen erhöhten seinen Bekanntheitsgrad im Kreis der interessierten Kunstfreunde. Als junger Künstler wurde er ins Haus Wiesenstein des Schriftstellers Gerhart Hauptmann zu dessen Lesungen geladen.
Der Zweite Weltkrieg begann für Schulz-Sorau als Soldat schon 1938 mit dem Einmarsch deutscher Truppen ins Sudetenland. Bis zum Kriegsende 1945 hatte er viele Kriegsschauplätze gesehen und mehrere schwere Verwundungen erlitten. Seine Familie wurde aus dem Riesengebirge vertrieben und sein gesamtes künstlerisches Werk ging verloren. Im Mai 1945 geriet er in amerikanische Kriegsgefangenschaft und kam durch Zufall nach Bad Salzuflen. Er sprang dort in der Nähe von einem englischen Militärlastwagen, der ihn weiter nach Osten bringen sollte. In Bad Salzuflen baute er sich eine neue Existenz in Gestalt einer eigenen Malschule auf, und damit begann für ihn ein neuer Lebens- und Schaffensabschnitt. Der Künstler entdeckte für sich die Natur der lippischen Landschaft, die er vor Ort zeichnete oder malte.
Von 1949 bis 1968 war Schulz-Sorau Vorsitzender des Lippischen Künstlerbundes, und 1952 erhielt er eine Anstellung als Kunsterzieher am Engelbert-Kaempfer-Gymnasium in Lemgo. Darüber hinaus war er in der Volkshochschule und an der Fachhochschule Lippe tätig und darf als einer der bedeutendsten lippischen Künstler des 20. Jahrhunderts gelten. Dem Künstler und engagierten Pädagogen wurde 1981 das Bundesverdienstkreuz am Bande verliehen, und er war 1986 Kulturpreisträger des Landesverbandes Lippe.
Schulz-Sorau starb 1989 im Alter von 88 Jahren in Bad Salzuflen.

## Werk
Charakteristisch für seine Arbeiten sind eine auffallende Konturierung, eine kontrastreiche Farbstellung und der Einsatz des Lichts. Wie bei den Impressionisten spielt das Licht in seinen Bildern eine bedeutende Rolle. Er beherrschte meisterhaft die verschiedensten Maltechniken und Materialien, wie Bleistift, Kohle, Radierung, Linolschnitt, Aquarell, Öl und Pastell.
Landschaftsbilder spielten in seinem künstlerischen Schaffen eine große Rolle. Er selbst sagte später darüber:
… und ich habe gefunden, dass die lippische Landschaft außerordentlich schön ist, und dies wiederum besonders im lippischen Norden, der vom Tourismus damals kaum berührt war. Ich habe mich nicht damit begnügt, das äußere Erscheinungsbild der Landschaft im dekorativen Sinn hinzumalen, sondern ich habe mich immer um ihren Inhalt bemüht. Ich habe versucht, den Landschaften einen besonderen Charakter zu geben, indem ich das Aufziehen eines Gewitters über gelben Kornfeldern abwartete oder einen besonders spannenden und interessanten Himmel über der lippischen Landschaft sah …
Schulz-Soraus Werk wurden im Wesentlichen durch seinen Lehrer Otto Mueller geprägt. In seinen Farbkompositionen, Zeichnungen und Grafiken finden sich viele Merkmale des Impressionismus. Schulz-Sorau legte jedoch immer Wert auf die Feststellung, dass er auch andere Lehrer hatte, denen er viel verdankte, wie Edvard Munch, Pablo Picasso, Fernand Léger und andere.
Im Besitz des Lippischen Landesmuseums befindet sich eine stetig wachsende Sammlung der Werke Schulz-Soraus, dem überregionale Ausstellungen in Lemgo, Oerlinghausen, Schwalenberg, Hamm und Greetsiel gewidmet worden sind.